# Agathodes monstralis
Agathodes monstralis is een vlinder uit de familie van de grasmotten (Crambidae), uit de onderfamilie van de Spilomelinae. De wetenschappelijke naam van de soort is voor het eerst gepubliceerd in 1854 door Achille Guenée.
De lengte van de voorvleugel bedraagt 12 tot 15 millimeter.

## Verspreiding
De soort komt voor in het zuiden van de Verenigde Staten,  Mexico, Costa Rica, Cuba, Jamaica, de Dominicaanse Republiek en Puerto Rico.

## Waardplanten
In Florida is vastgesteld dat de rups op Erythrina herbacea leeft.